# Шкрловиця
Шкрловиця (словен. Škrlovica) — поселення в общині Велике Лаще, Осреднєсловенський регіон, Словенія. 
Висота над рівнем моря: 668,2 м.